# توماس سيكي
توماس سيكي هو لاعب كرة قدم فرنسي في مركز حراسة المرمى، ولد في 1 يونيو 1997 في مدينة روديز في فرنسا. لعب مع نادي روديز.

## وصلات خارجية
- توماس سيكي على موقع قاعدة بيانات كرة القدم.إي يو (الإنجليزية)
- توماس سيكي على موقع Soccerway.com (الإنجليزية)